# Marie-Jeanne van Hövell tot Westerflier
Marie-Jeanne van Hövell tot Westerflier (26 juli 1953) is een Nederlandse fotograaf.

## Biografie
Na jarenlang gewerkt te hebben als medisch maatschappelijk werker in onder andere een Academisch ziekenhuis (1992-2011) volgde zij vanaf 2006 haar werkelijke passie: de kunstfotografie en had zij in dat jaar haar eerste tentoonstelling in Museum van Loon te Amsterdam. In 2019 had zij een veelbezochte tentoonstelling ‘The White Blouse’ in het Singer Museum te Laren.

## Werk
Marie-Jeanne van Hövell tot Westerflier fotografeert zowel met een analoog als digital back Hasselbladcamera en maakt series met verstilde stadsgezichten van Amsterdam in de winter, portretten, interieur en stillevens met titels als ‘The White Blouse’, ‘Contemplation Still Life’ en ‘At the Window’. Haar werk, in zwart-wit en kleur, refereert aan 19e-eeuwse fotografen zoals George Hendrik Breitner en Bernard F.  Eilers maar ook aan de oude meesters in de schilderkunst.
Het werk van van Hövell is opgenomen in de collectie van het Singer Museum, zoals een portret van acteur Hans Croiset en een portret van Eerste Soliste Nationale Ballet Maia Makhateli. 
Voor haar serie ‘The White Blouse’ fotografeerde ze bekende en onbekende mannen, vrouwen en kinderen in een witte kanten blouse uit 1912.

## Gepubliceerd werk
- Zomers met Marieliesel (2007)
- Amsterdamse wintergezichten (2009)
- Het zindert hier van leven, lustrumboek Joods Hospice Immanuel (2012)
- Verborgen schoonheid (2014)
- Toer van Schayk, danser, choreograaf & kunstenaar (2016)
- The White Blouse (2019)

## Exposities (selectie)
- 2019: Art Fair PAN, Eduard Planting Gallery, Amsterdam
- 2019: Solo tentoonstelling Singer Museum, Laren
- 2019: Solo tentoonstelling Eduard Planting Gallery, Amsterdam
- 2019: Solo tentoonstelling Museum Fraeylemaborg, Groningen
- 2019: Art Karlsruhe, Eduard Planting Gallery, Karlsruhe
- 2018; Art Fair PAN, Eduard Planting Gallery, Amsterdam
- 2018: Art Breda, Eduard Planting Gallery, Breda
- 2017: Art Fair PAN, Eduard Planting Gallery, Amsterdam
- 2017: Jaski Gallery, Amsterdam
- 2017: Forreal, Eduard Planting Gallery, Amsterdam
- 2017: Dutch Centre London, London
- 2016: Art Fair PAN, Eduard Planting Gallery, Amsterdam
- 2016: Solo tentoonstelling Synagoge Weesp
- 2016: Solo tentoonstelling Museum Grachtenhuis
- 2015: Art Fair PAN, Eduard Planting Gallery Amsterdam
- 2015: Art Breda, Eduard Planting Gallery, Breda
- 2014: Art Fair PAN, Eduard Planting Gallery, Amsterdam
- 2014: Solo tentoonstelling Eduard Planting Gallery, Amsterdam
- 2012: Art Fair PAN, Eduard Planting Gallery, Amsterdam
- 2012: Artantique, Eduard Planting Gallery, Utrecht
- 2011: Realisme, Eduard Planting Gallery, Amsterdam
- 2011: Art Fair PAN, Eduard Planting Gallery, Amsterdam
- 2010: Artantique, Eduard Planting Gallery, Utrecht
- 2010: Art Fair PAN, Eduard Planting Gallery, Amsterdam
- 2009: Solo tentoonstelling Gallery Mokum, Amsterdam
- 2006: Solo tentoonstelling Museum Van Loon, Amsterdam